# Agustí Jolis i Felisart
Agustí Jolis i Felisart (Barcelona, Barcelonès, 1914 - Barcelona, Barcelonès, 13 de novembre de 2003) fou un excursionista i escriptor català.
Fou un excursionista, soci del Centre Excursionista de Catalunya des del 1934, que va practicar l'alpinisme als Pirineus, els Alps, la Serralada de l'Atles i l'Himàlaia. Fou el president de la secció de muntanya del CEC entre els anys 1946 i 1952. Abans, ja havia estat secretari durant la presidència de Ramon Pujol i Alsina i també durant el curt període que la presidí Eugeni Mòra. Fou membre d'honor del Centre Acadèmic d'Escalada (CADE). Fou director de la revista Muntanya durant 14 anys i director del servei de publicacions del CEC fins al 1987. També fou assessor de la col·lecció “Llibre de Motxilla” de Publicacions de l'Abadia de Montserrat.

## Publicacions
Juntament amb la seva esposa, Maria Antònia Simó i Andreu, amb qui es va casar el 1947, escriví diverses guies excursionistes que van ser publicades pel CEC, i que anirien cobrint bàsicament el Pirineu i en part el Prepirineu central i occidental català. Entre aquestes es troben Alt Berguedà i Cardener (1950), Cerdanya i Pocets-Maladeta (1957), Pallars Aran (1961), Pedraforca (1969), Bergwelt Spaniens (1973), editada en alemany, Cerdanya (1985) i Pica d'Estats-Monteixo (1993), i amb Georges Véron Parc Nacional d'Aigüestortes i de Sant Maurici (1993). També publicà diversos treballs de muntanya, com La conquista de la montaña (1954) i Esperit i tècnica de la muntanya (1966). Amb altres col·laboradors també va escriure guies sobre el Pirineu aragonès. La seva obra omplia un buit deixat per les ja històriques guies dels anys vint de Cèsar agost Torras i Ferreri. El 1996 coordinà l'obra 120 anys d'història del Centre Excursionista de Catalunya. D'acord amb el CADE (el Centre Acadèmic d'Escalada, adscrit a la Secció de Muntanya, va impulsar i posar en marxa un butlletí trimestral denominat Boletín de la Sección de Montaña y CADE, que posteriorment agafaria el nom de Montaña. A més de la direcció i de redactar els editorials, Jolis va publicar amb assiduïtat a la revista articles d'interessant i variada temàtica com "Sant Gervasi la vall de Serradell", "Makalu y Kanchenjunga", "La Sierra de Roda", "Vega de Urriello", "La Noguera de Tort" o "Gran Facha y Balaitús", entre d'altres.

## Reconeixements
- Medalla al Mérito Turístico del Ministerio de Información y Turismo (1966)[4]
- Placa de la Federació Catalana de Muntanyisme (1968)[1]
- Medalla dels Forjadors de la Història Esportiva de Catalunya (1987)[1]
- Columna del Centre Excursionista de Catalunya, màxim guardó de l'entitat, juntament amb la seva muller M. Antònia Simó, (1995)[4]
- Reconeixement de la Generalitat de Catalunya en complir els seus vuitanta anys (1995)[4]
- Medalla d'Or al Mérito Social, atorgada per la R.S.E.A. Peñalara, de Madrid (2000)[4]
- Ensenya d'or de la Federació d'Entitats Excursionistes de Catalunya (2001)[1]
- Medalla d'Honor de la Ciutat de Barcelona (2001)[6][7]
- Homenatge i distincions dels Montañeros de Aragón, de Barbastre, per la seva activa promoció del Pirineu aragonès, (2003)[4]